# Knieć

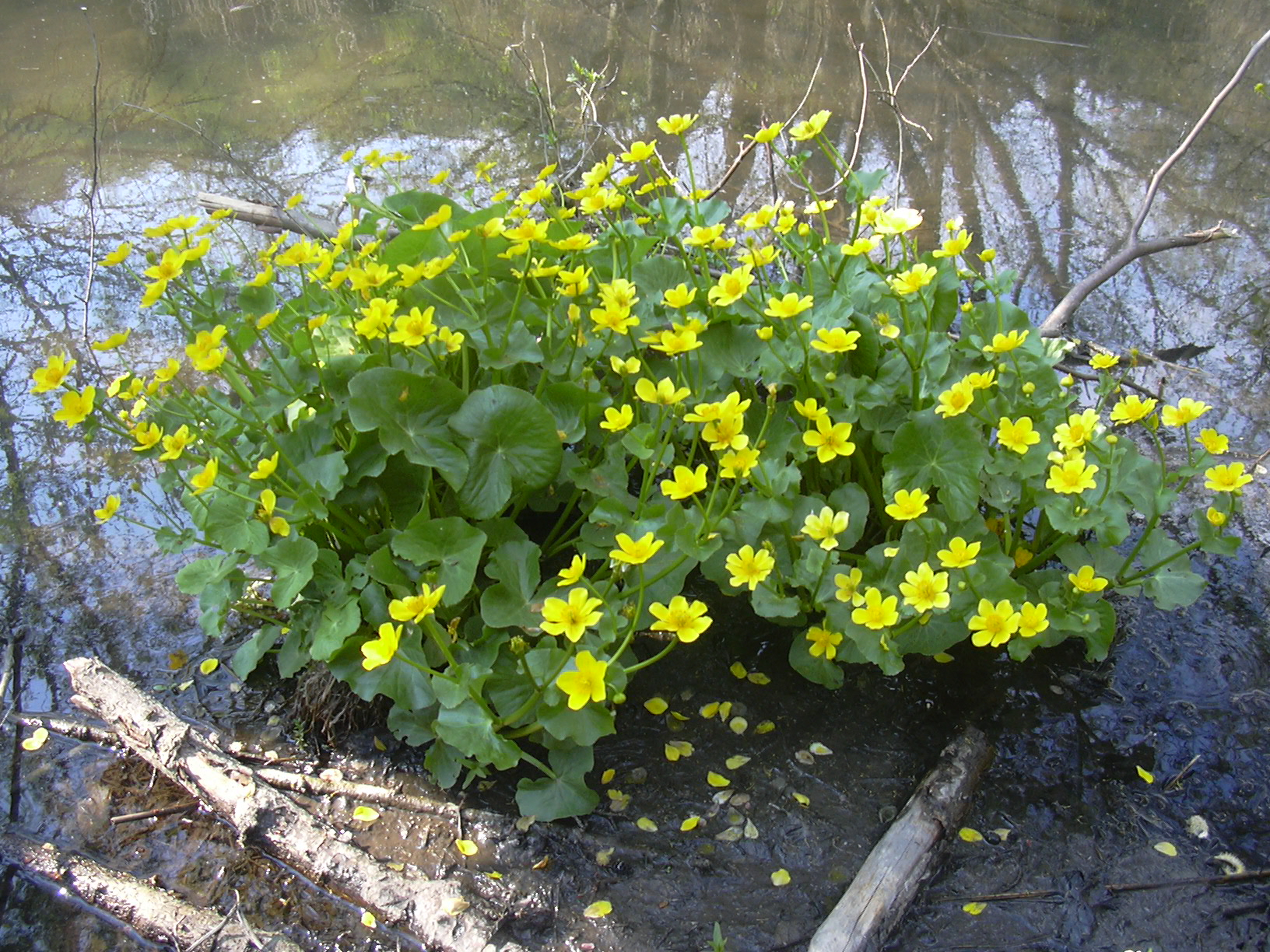
Knieć błotna

Knieć (Caltha L.) – rodzaj roślin zielnych z rodziny jaskrowatych. Obejmuje 10 gatunków(według niektórych ujęć 20 lub nawet 40). Rośliny te występują na wilgotnych łąkach i na terenach bagiennych w strefie klimatu umiarkowanego zarówno na półkuli północnej jak i południowej. Wszystkie są bylinami osiągającymi 15–80 cm wysokości. W polskiej florze występuje knieć błotna (Caltha palustris), w polskich publikacjach podnosi się także często do rangi gatunku knieć górską (Caltha palustris subsp. laeta).

## Morfologia

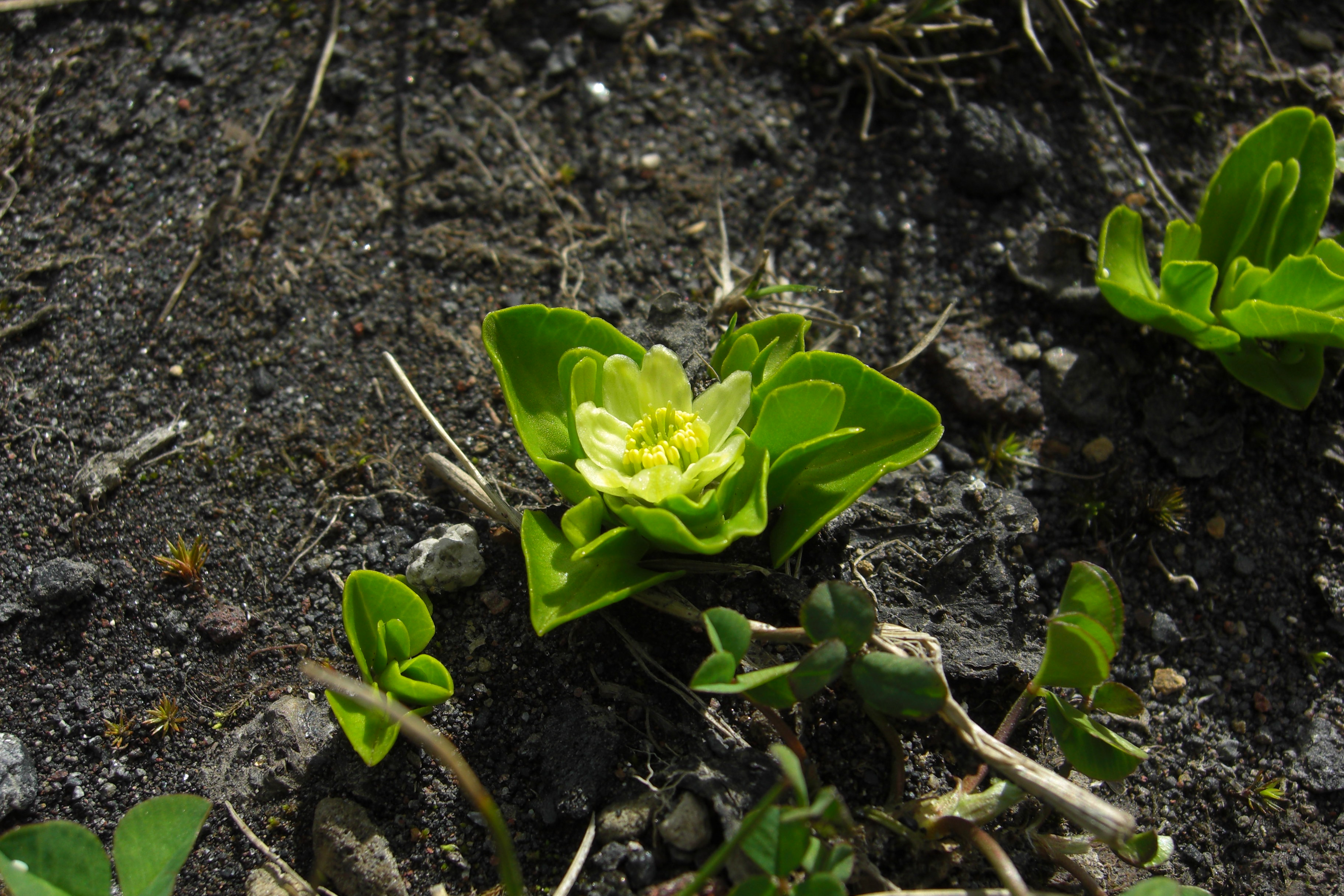
Caltha sagittata z sekcji Psychrophila z silnie wywiniętą blaszką liściową od dołu

PokrójKępiasto rosnące byliny z łodygami wielokwiatowymi, często z łodygami płożącymi i korzeniącymi się w węzłach.
LiściePojedyncze, z głęboko wciętą nasadą, na brzegach karbowane lub ząbkowane. W sekcji Psychrophila obejmującej gatunki z półkuli południowej dolne krawędzie blaszki są zawinięte do góry i silnie rozrośnięte, tak że blaszka liściowa jest niemal podwojona.
KwiatyZ pojedynczym okwiatem, 5 lub więcej działkowym, żółtym lub białym. Pręciki są liczne. Zalążnie w liczbie 5–15, górne, z długimi szyjkami. Miodników brak, ale nektar wydzielany jest u podstawy owocolistków.
OwoceSpłaszczone mieszki z krótkim dzióbkiem zawierające zielone lub czarne nasiona.

## Systematyka
Rodzaj z podrodziny Ranunculoideae Arnott w obrębie rodziny jaskrowatych (Ranunculaceae).
Wykaz gatunków
Sekcja Psychrophila (wyodrębniana też do osobnego rodzaju Psychrophila):
- Caltha sagittata Cav. (syn. Psychrophila sagittata (Cav.) Bercht. & J.Presl)
- Caltha appendiculata Pers. (syn. Psychrophila appendiculata Bercht. & J.Presl)
- Caltha dioneifolia Hook.f. (syn. Psychrophila dioneifolia Gay)
- Caltha obtusa Cheeseman (syn. Psychrophila obtusa (Cheeseman) W.A.Weber)
- Caltha introloba F.Muell. (syn. Psychrophila introloba (F.Muell.) W.A.Weber)
- Caltha novae-zelandiae Hook.f.

Sekcja Caltha:
- Caltha natans Pallas ex Georgi
- Caltha scaposa Hook.f. & Thomson
- Caltha palustris L. – knieć błotna
- Caltha leptosepala DC.

## Nazewnictwo
Niedługo po tym, gdy Karol Linneusz opublikował nazwę naukową Caltha przypisując ją dla rodzaju knieć, nazwa ta opublikowana została przez brytyjskiego botanika Philipa Millera w odniesieniu do rodzaju nagietek (Caltha P. Miller, Gard. Dict. Abr. ed. 4. 28 Jan 1754 (non Linnaeus 1753) = Calendula Linnaeus 1753).
Nazwa naukowa Caltha stosowana była przez licznych starożytnych autorów rzymskich prawdopodobnie właśnie w odniesieniu do nagietka lekarskiego, w każdym razie do jakiejś rośliny o żółtych kwiatach.